# Toyota SA
Toyopet SA är en personbil som tillverkades av den japanska biltillverkaren Toyota mellan 1947 och 1952.

## Toyopet SA
Toyotas första småbil var en okonventionell konstruktion. Med centralrörsram och pendelaxel bak var den tydligt influerad av centraleuropeiska trettiotalsbilar som Tatra och Mercedes-Benz. Bilen hade en fyrcylindrig sidventilsmotor. Från 1949 marknadsfördes den under märkesnamnet Toyopet, ett namn som kom att användas på Toyotas personbilar långt in på 1960-talet. Tillverkningen var mycket blygsam och SA-modellen ersattes av den genomkonventionella Toyota SD.